# オーバーン (メイン州)
オーバーン（英: Auburn）は、アメリカ合衆国メイン州の都市。アンドロスコッギン郡の郡庁所在地である。人口は2万4061人（2020年）。ルイストン・オーバーン都市圏を構成する2つの主要都市の1つである。ルイストンはアンドロスコッギン川を隔てて対岸にある。

## 歴史

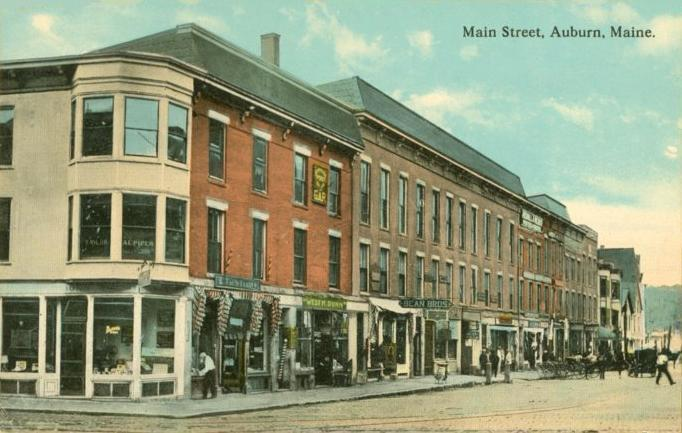
メインストリート、1912年頃

オーバーン市のある地域は元々、アベナキ族インディアンとイギリス人開拓者の間に和平をもたらしたポーツマス条約に続いて、1714年にボストンとポーツマスからの共同事業者が購入した土地であるペジェプスコット買収の一部だった。しかし1736年にマサチューセッツ湾植民地議会が、1690年のケベックの戦いに従軍した退役兵のために、この土地の多くの部分を認可した。この所有権の混乱のために訴訟が長引いた。最終的にフレンチ・インディアン戦争（1754年-1763年）の後まで開拓が遅れることになった。
1786年にミノー市の一部として最初の開拓が行われ、1802年に自治体に編入された。オーバーンとしては1842年2月24日に独立した自治体になった。「オーバーン」という名前は明らかに、1770年に詩人オリヴァー・ゴールドスミスが著した『見捨てられた集落』（The Deserted Village）に出てくる地名から採られていた。当初はカンバーランド郡に属していたが、1854年にアンドロスコッギン郡を創設したときにその郡庁所在地になった。1852年に隣接するポーランドの町の一部、1873年にミノーおよび、1867年にダンビルの全て（当初はペジェプスコットと呼ばれた）というふうに周りの町の土地を併合してゆき、面積でメイン州最大級の自治体に成長した。1868年には市制が布かれ、1917年には市政に市政委員会・シティマネジャー方式を採用したことではメイン州で初の都市になった。
当初は農園で穀物など農産物を生産していた。しかし、1823年にルイストンとを結ぶ橋が架けられ、1848年1月にはポートランドからのアトランティック・アンド・セントローレンス鉄道が開通したことで、オーバーンは工業都市に発展していった。工場の動力はアンドロスコッギン川やリトル・アンドロスコッギン川にある滝の水力から得られた。1835年、靴製造の工場が開業された。他にも木綿と毛織りの繊維、馬車、鉄製品、煉瓦および家具の工場が造られた。1860年の人口は約4,000人に過ぎなかったが、1890年には約12,000人に成長した。このころ靴製造のために多くのフランス系カナダ人が移民してきており、その多くはケベックから列車で来ていた。1960年ころまで人口は成長を続け、約24,500人になった。アンドロスコッギン川の対岸に並ぶオーバーンとルイストンはツインシティと呼ばれている。
オーバーンでは1800年代後半までに靴製造業が主要産業になった。オーバーン市章は外周に様々な靴を掛けたつむぎ車を描いており、1800年代半ばにオーバーンがメイン州の靴製造中心になっている時にデザインされた。1917年時点ではオーバーンで世界の白キャンバス靴の75％を生産していた。しかし、第二次世界大戦後靴製造業は衰退を始め、1957年から1961年にかけて大工場が閉鎖された。
2023年10月25日、ルイストン市内で銃乱射事件（ルイストン銃乱射事件 (2023年)）が発生。容疑者が自動車で逃亡したため、当局からオーバーン市内の住民に対して外出を控えるよう指示が出された。

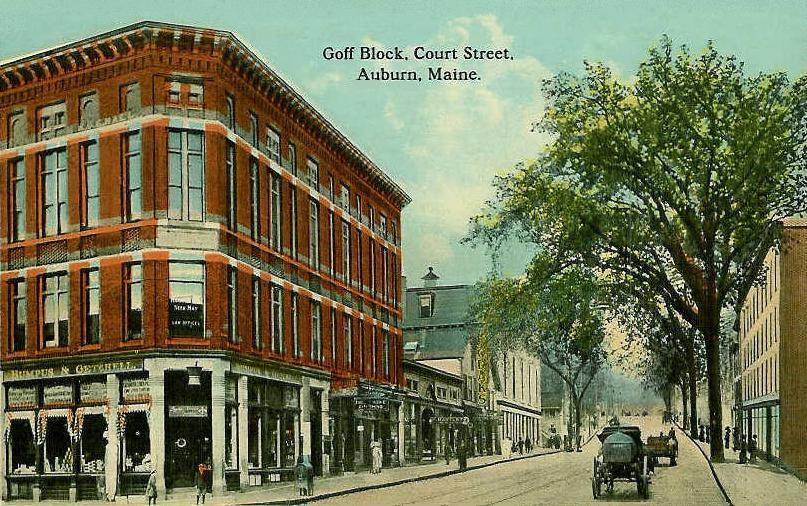
コート通り、1912年頃
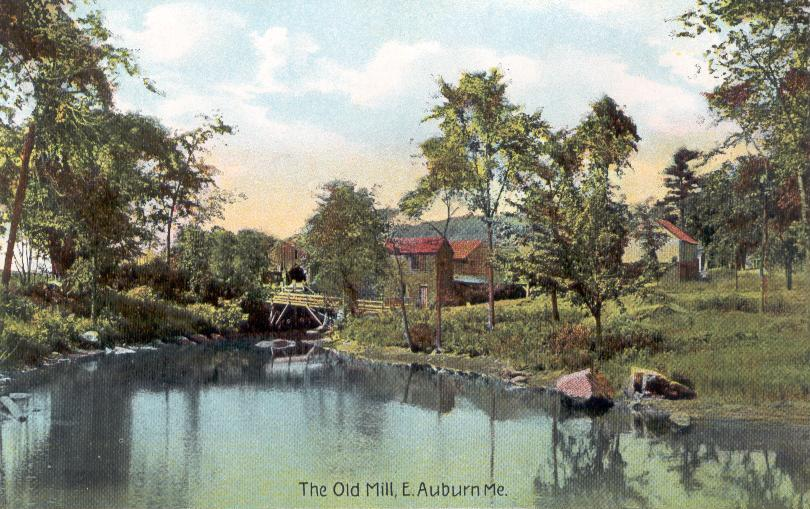
オールドミル、1910年頃
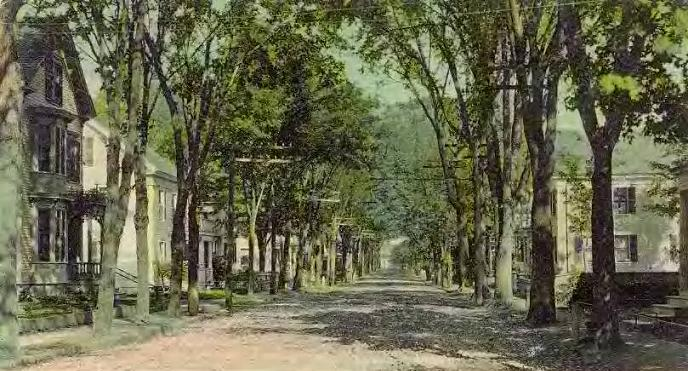
ハイ通り、1907年
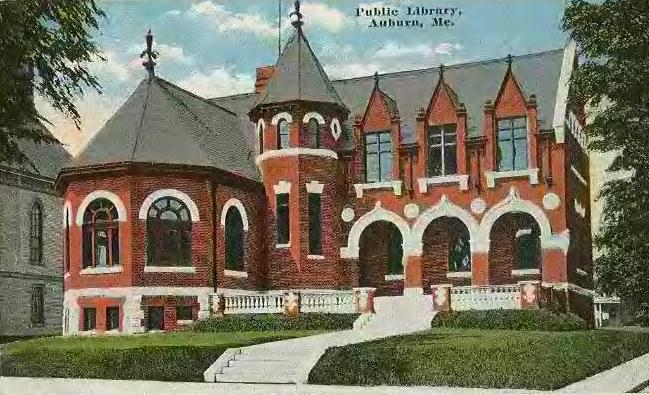
公共図書館、1910年

## 地理
オーバーンは北緯44度5分21秒 西経70度14分29秒 / 北緯44.08917度 西経70.24139度に位置する。アメリカ合衆国国勢調査局による報告では、オーバーンの市域全面積は65.8平方マイル (170.4 km2)、このうち陸地が59.8平方マイル (154.8 km2) であり、水域は6.0平方マイル (15.6 km2)、水域率は9.13%である。市内をアンドロスコッギン川やリトル・アンドロスコッギン川が流れている。

## 人口動態

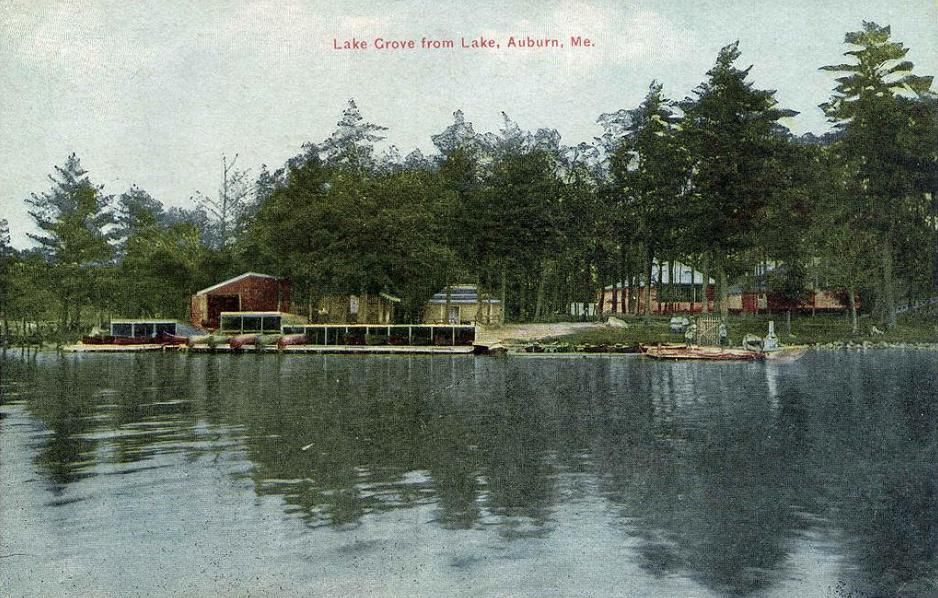
グローブ湖、1911年

以下は2000年の国勢調査による人口統計データである。
| 基礎データ - 人口: 23,203人 - 世帯数: 9,764世帯 - 家族数: 5,907家族 - 人口密度: 149.9人/km2（388.1人/mi2） - 住居数: 10,608軒 - 住居密度: 68.5軒/km2（177.4軒/mi2） 人種別人口構成 - 白人: 97.04% - アフリカン・アメリカン: 0.59% - ネイティブ・アメリカン: 0.30% - アジア人: 0.59% - 太平洋諸島系: 0.05% - その他の人種: 0.10% - 混血: 1.32% - ヒスパニック・ラテン系: 0.73% 年齢別人口構成 - 18歳未満: 23.2% - 18-24歳: 8.1% - 25-44歳: 29.3% - 45-64歳: 22.2% - 65歳以上: 17.1% - 年齢の中央値: 38歳 - 性比（女性100人あたり男性の人口） - 総人口: 90.5 - 18歳以上: 86.9 | 世帯と家族（対世帯数） - 18歳未満の子供がいる: 29.4% - 結婚・同居している夫婦: 44.9% - 未婚・離婚・死別女性が世帯主: 11.6% - 非家族世帯: 39.5% - 単身世帯: 32.0% - 65歳以上の老人1人暮らし: 13.2% - 平均構成人数 - 世帯: 2.28人 - 家族: 2.88人 収入と家計 - 収入の中央値 - 世帯: 35,652米ドル - 家族: 44,012米ドル - 性別 - 男性: 32,088米ドル - 女性: 22,349米ドル - 人口1人あたり収入: 19,942米ドル - 貧困線以下 - 対人口: 12.0% - 対家族数: 9.0% - 18歳未満: 16.6% - 65歳以上: 11.8% |

## 教育機関
- エドワード・リトル高校
- セントドミニック地域高校
- オーバーン・ミドルスクール
- イーストオーバーン・コミュニティスクール
- パークアベニュー小学校
- セントラルメイン・コミュニティ・カレッジ

## 市政府

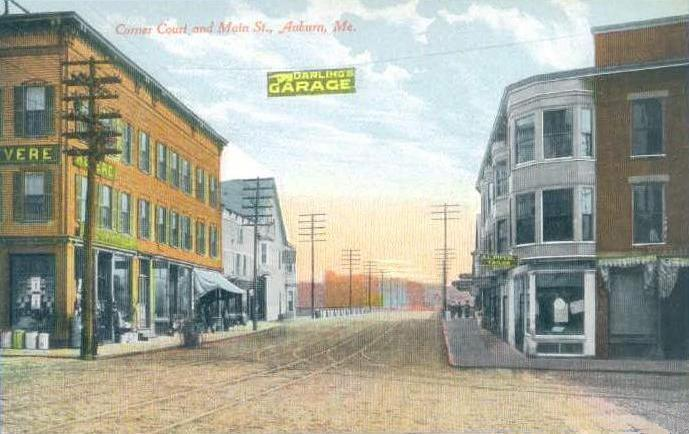
コート通りとメインストリートの角、1908年頃

オーバーンはアメリカ合衆国下院ではメイン州第2選挙区に、メイン州上院では第15選挙区に、メイン州下院では第68、69および70選挙区に属している。
市内は5つの区に分かれている。市政府は1人の市長と7人の委員からなる市政委員会である。委員は5つの区から各1人と全市から2人が選出されている。市長は全市から選ばれる。
オーバーンの現職市長はリチャード・グリーソンである。

## 見どころ
- アンドロスコッギン歴史協会および博物館 - 地元の歴史の遺物、南北戦争の記念品、農耕具、野鳥の収集品
- オーバーン消防局博物館 - 古い消防用具の収集品
- ハムスター・ポイント - 荘重な川岸庭園
- ナイトハウス博物館 - 1796年建設、中心街最古の木造家屋、1835年以前の手工作り靴店がある
- フェスティバル・プラザ - 2002年完成、アンドロスコッギン川沿いの公共公園と演芸空間。彫刻家ロス・ミラーがデザインした2つの泉の彫刻がある。1つは「滝の泉」であり、アンドロスコッギン川と滝の背後に隠れることができたというインディアンの伝説を表している。もう1つは「靴の泉」であり、この地域の靴製造初期の歴史を思い出される銅鋳物の靴で出来ている。季節によって噴水が運転される。アンドロスコッギン川の地図を色つきコンクリートで鋳込んだものを広場に置いてある。
- グッドシェパード・フードバンク -- オーバーンにあう倉庫から州内の代理機関に食料を配っている。

## 国定歴史史跡
| - A.・A・ガースロンの家 - アンドロスコッギン郡郡庁舎と監獄 - オーバーン公共図書館 - バーカー・ミル - チャールズ・A・ジョーダンの家 - チャールズ・L・クッシュマンの家 - エドワード・リトルの家 - 消防署 - ファースト・ユニバーサリスト教会 - フランク・L・ディングレーの家 - フリー・バプテスト教会 | - ゲイ・マンローの家 - 元ジリード鉄道駅 - ホルマン・デイの家 - ホレス・マンローの家 - ホレイショ・G・フォスの家 - ラモロー・サイト - メインストリート歴史地区 - ローク・ブロック - ウィリアム・A・ロビンソンの家 - ウィリアム・ブリッグスの屋敷 |

## 著名な住人
- トニー・アトラス、プロレスラー
- ジョン・ボウワー、スキー選手
- レニー・ブロー、ジャズギタリスト

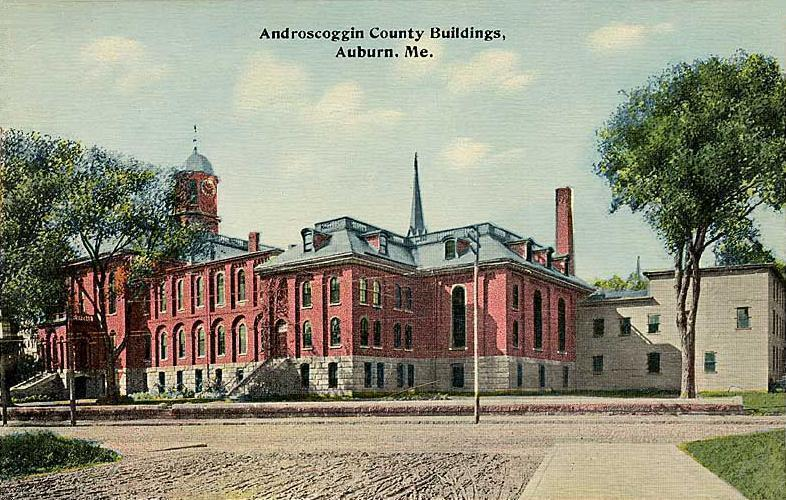
アンドロスコッギン郡ビル1912年頃

- アーロン・S・ダゲット、南北戦争の将軍で最後に死んだ者
- T・A・D・フェッセンデン、下院議員
- ロバート・ルース、下院議員
- エルマー・ドルー・メリル、植物学者
- ジョージ・パーキンス・メリル、地質学者
- ジュリー・M・J・パリジャン、スキー選手
- ビリー・シルバーマン、プロレスのレフェリー
- チャールズ・スモール、野球選手
- オリンピア・スノー、アメリカ合衆国上院議員、同下院議員